# Crieff
Crieff (Craobh en gaélique) est la deuxième plus grande ville de la région de Perth and Kinross en Écosse. C'est principalement un bourg, mais ces dernières années[Quand ?], la ville est devenue un carrefour pour le tourisme local. Crieff compte environ 6 000 habitants.

## Personnalités liées à la ville

### Naissance à Crieff
- Alexander Dow (1735 ou 1736 - 1779), militaire, écrivain, orientaliste et dramaturge.
- Thomas Thomson (1773-1852), chimiste et médecin.
- Sir James Henderson-Stewart, 1er baronnet (1897-1961), banquier, officier de l'armée et homme politique.

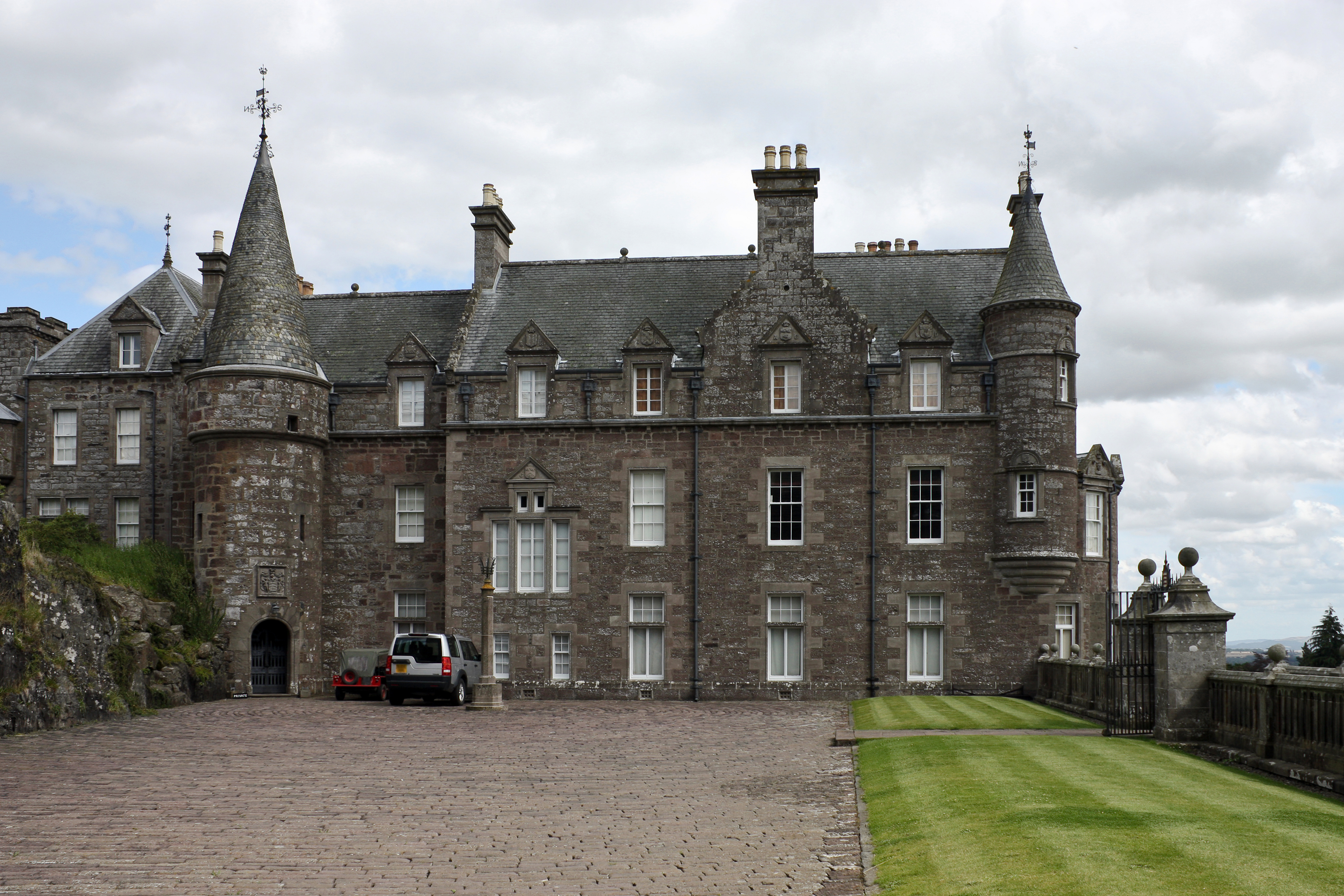
Le château Drummond, près de Crieff

- Ewan McGregor (1971-), acteur.